# 安卡·格里戈拉什
安卡·格里戈拉什（羅馬尼亞語：Anca Grigoraș，1957年11月8日—），罗马尼亚女子竞技体操运动员。她曾代表罗马尼亚获得1976年夏季奥运会体操比赛女子团体全能银牌。她也参加了1972年夏季奥运会。